# Bengt Hallenberg
Bengt Lennart Allan Hallenberg, född 2 november 1921 i Lunds stadsförsamling i Malmöhus län, död 29 november 2003 i Nacka församling i Stockholms län, var en svensk militär.

## Biografi
Hallenberg avlade studentexamen 1942. Han avlade officersexamen vid Krigsskolan 1945 och utnämndes samma år till fänrik vid Norrlands trängkår, varefter han befordrades till löjtnant 1947. Han studerade vid Krigshögskolan 1953–1955, varpå han var kompanichef 1955–1956 och generalstabsaspirant 1956–1958 samt befordrades till kapten 1957. Han inträdde i Generalstabskåren 1958, var detaljchef vid Personalavdelningen i Arméstaben 1958–1962 och var lärare vid Krigshögskolan 1958–1959. År 1962 befordrades han till major och 1962–1963 var han chef för Trängtruppernas kadett- och aspirantskola. Han var chef för Personalavdelningen vid Arméstaben 1963–1967, befordrades till överstelöjtnant 1965 och var bataljonschef vid Livgrenadjärregementet 1967–1968. År 1968 befordrades han till överste och 1968–1972 var han chef för Sektion 1 i Arméstaben, med ansvar för organisations- och utrustningsfrågor. Därefter var han 1972–1974 var sekundchef vid Svea livgarde. Han befordrades 1974 till överste av första graden och var stabschef vid staben i Nedre Norrlands militärområde 1974–1978, varpå han 1978–1981 stod till överbefälhavarens och regeringens förfogande, bland annat som ledare för reorganisationen av den centrala militära stabsorganisationen 1979–1981. Hallenberg lämnade försvarsmakten 1981 och var därefter direktör och chef för Försvarets läromedelscentral 1981–1988.
Hallenberg var son till legitimerade läkaren Bengt Hallenberg och Tina Larsson. Han var 1944–1961 gift med Karin Söderström (född 1923), dotter till ingenjör Axel Söderström och Lilly Samuelsson. Han gifte sig 1962 med förste byråsekreterare Ulla Sörendorff (född 1923), dotter till direktören Severin Sörendorff och Vera Lekström.
Hallenberg avled den 29 november 2003 och gravsattes den 5 maj 2004 i minneslunden på Galärvarvskyrkogården i Stockholm.

## Utmärkelser
- Riddare av Svärdsorden, 1963.[9]
- Kommendör av Svärdsorden, 6 juni 1972.[10]
- Kommendör av första klass av Svärdsorden, 6 juni 1974.[11]